# 宇戸村 (鳥取県)
宇戸村（うどそん）は、鳥取県八頭郡にあった自治体である。1896年（明治29年）3月31日までは八上郡に属した。

## 概要
現在の鳥取市河原町水根・河原町山上・河原町小倉に相当する。千代川支流の宇戸川流域に位置した。
村名の由来である宇戸川は因幡志によると独活川とあり、ウドが名産であったことから川の名になったとされる。また「ウト」（ウド）が渓谷の意で当地の地形に由来するとする説もある。
藩政時代には鳥取藩領の八上郡散岐郷（さぬきのごう）に属する水根村・山上村・小倉村があった。

## 沿革
- 1881年（明治14年）9月12日 - 鳥取県再置。
- 1883年（明治16年）3月 - 曳田村（後の曳田村→八上村大字曳田）に置かれた連合戸長役場の管轄区域となる[4]。
- 1889年（明治22年）10月1日 - 町村制の施行により、水根村・山上村・小倉村が合併して村制施行し、八上郡宇戸村が発足。旧村名を継承した3大字を編成。佐貫村との組合役場を同村大字佐貫村に設置[3][5]。
- 1896年（明治29年）4月1日 - 郡制の施行により、八上郡・八東郡・智頭郡の区域をもって八頭郡が発足し、八頭郡宇戸村となる。
- 1915年（大正4年）1月1日 - 「宇戸村大字◯◯村」から大字の「村」を削除し、「宇戸村大字◯◯」と改称[6]。
- 1917年（大正6年）10月1日 - 佐貫村と合併して散岐村が発足。同日宇戸村廃止[7]。

## 教育
- 宇戸尋常小学校：1917年（大正6年）7月31日に佐貫尋常高等小学校（現・鳥取市立散岐小学校）に合併し、その宇戸分教場となる[3]。